# Braquet
 (juillet 2025).
Si vous disposez d'ouvrages ou d'articles de référence ou si vous connaissez des sites web de qualité traitant du thème abordé ici, merci de compléter l'article en donnant les références utiles à sa vérifiabilité et en les liant à la section « Notes et références ».
Pour les articles homonymes, voir Braquet (homonymie).

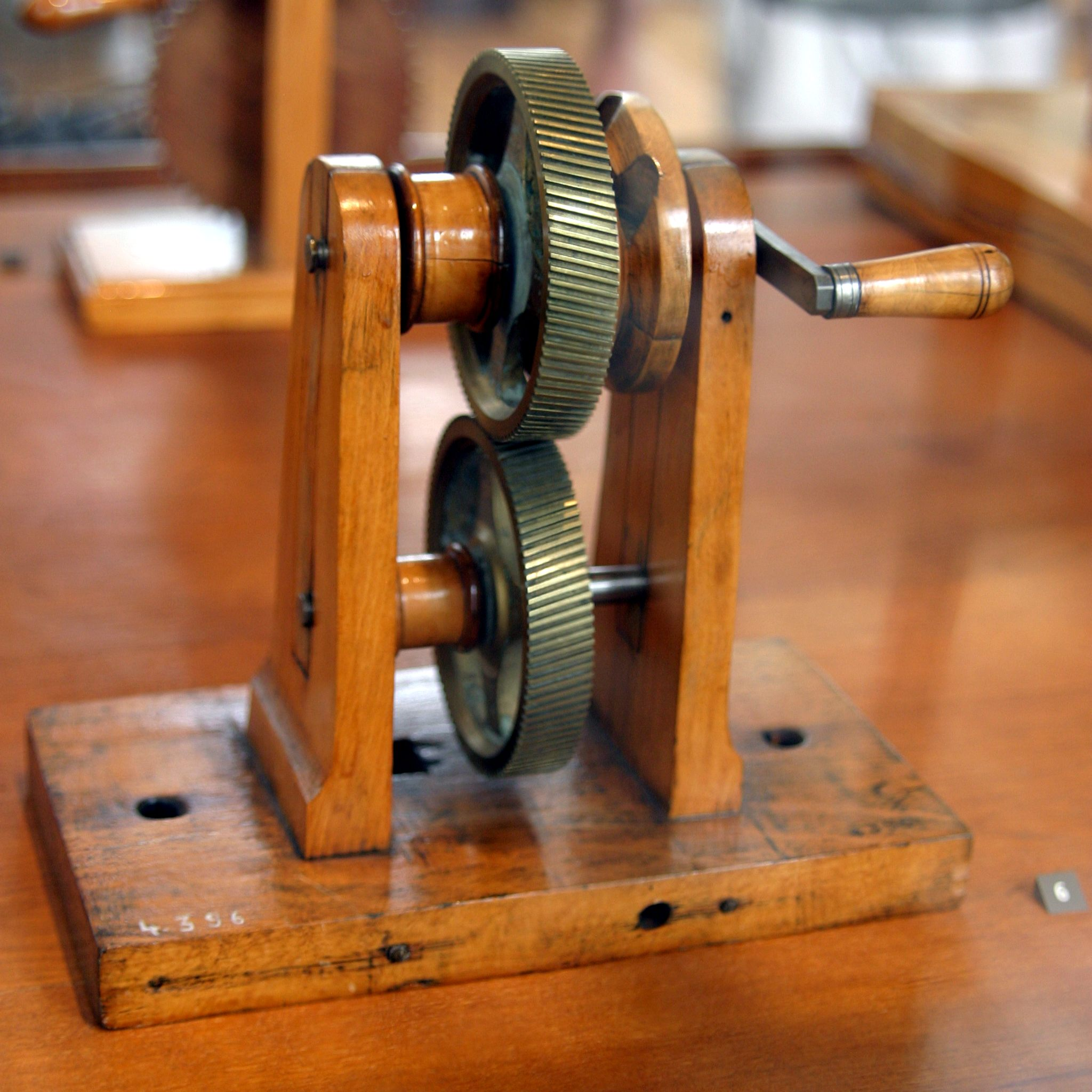
Un engrenage cylindrique

Sur une bicyclette, le braquet est le rapport entre le nombre de dents de la roue dentée du pédalier, appelée plateau, et celui de la roue dentée du moyeu arrière, appelée pignon. Il ne tient pas compte de la longueur des manivelles ni du diamètre de la roue.

## Calcul
On définit le braquet sous la forme d'une fraction :
{\displaystyle {\frac {\text{Nombre de dents du plateau}}{\text{Nombre de dents du pignon}}}}
Le braquet correspond au nombre de tours de roues que fait le vélo lorsque le cycliste effectue un tour de pédales. Le produit du braquet par la circonférence de la roue est appelé développement. Cela correspond à la distance parcourue par le vélo lorsque le cycliste effectue un tour de pédale (en supposant que le vélo roule sans glissement).
On écrit habituellement le braquet sous la forme 52 × 11, bien que l'opération mathématique à faire pour calculer le braquet soit la division 52 / 11 ; mais on dit bien « cinquante-deux, onze ».
Si la bicyclette est munie d'un ou de deux dérailleurs, le cycliste fait varier le braquet lorsqu'il change de plateau et / ou de pignon. S'il existe un système de démultiplication dans le moyeu, il faut le prendre en compte.

## Utilisation des braquets
La cadence de pédalage le plus souvent choisie par les cyclistes se trouve entre 80 et 120 tours par minute. Le cycliste adapte son braquet au relief afin de pouvoir pédaler à cette cadence.
Exemples de relations braquet/vitesse (pour un pneu de 700 mm de diamètre et une cadence de pédalage de 85 tr/min) :
- Sur un terrain plat, l'utilisation d'un braquet 52 × 11 (grand braquet) permet de rouler à 53 km/h.
- Si le terrain devient pentu et que le cycliste ne peut plus maintenir cette vitesse, un petit braquet de type 32 × 28 permet de rouler à 13 km/h.

## Exemples
Cas d'un vélo de route avec une transmission composée de plateaux de 30, 39 et 50 dents et de dix pignons de 12 à 28 dents :
| /  | 30   | 39   | 50   |
| -- | ---- | ---- | ---- |
| 12 | 2,50 | 3,25 | 4,17 |
| 13 | 2,31 | 3,00 | 3,85 |
| 14 | 2,14 | 2,79 | 3,57 |
| 15 | 2,00 | 2,60 | 3,33 |
| 17 | 1,76 | 2,29 | 2,94 |
| 19 | 1,58 | 2,05 | 2,63 |
| 21 | 1,43 | 1,86 | 2,38 |
| 23 | 1,30 | 1,70 | 2,17 |
| 25 | 1,20 | 1,56 | 2,00 |
| 28 | 1,07 | 1,39 | 1,79 |

Cas d'un vélo tout terrain avec une transmission composée de plateaux de 22, 32 et 44 dents et de neuf pignons de 11 à 32 dents :
| /  | 22   | 32   | 44   |
| -- | ---- | ---- | ---- |
| 11 | 2,00 | 2,91 | 4,00 |
| 12 | 1,83 | 2,67 | 3,67 |
| 14 | 1,57 | 2,29 | 3,14 |
| 16 | 1,38 | 2,00 | 2,75 |
| 18 | 1,22 | 1,78 | 2,44 |
| 21 | 1,05 | 1,52 | 2,10 |
| 24 | 0,92 | 1,33 | 1,83 |
| 28 | 0,79 | 1,14 | 1,57 |
| 32 | 0,69 | 1,00 | 1,38 |